# Adonis Ramos
Adonis Ramos (ur. 28 lipca 1985) – kubański piłkarz występujący na pozycji pomocnika. Zawodnik klubu Granma FC.

## Kariera klubowa
Ramos karierę rozpoczął w 2005 roku w zespole Granma FC.

## Kariera reprezentacyjna
W reprezentacji Kuby Ramos zadebiutował w 2007 roku. W tym samym roku został powołany do kadry na Złoty Puchar CONCACAF. Zagrał na nim w meczach z Meksykiem (1:2), Panamą (2:2) i Hondurasem (0:5), a Kuba odpadła z turnieju po fazie grupowej.